# Област Пука
Област Пука (алб. Rrethi i Pukës) је једна од 36 области Албаније. Има 34.000 становника (процена 2004), и површину од 1.034 km². На северу је земље, а главни град је Пука. Међу другим значајним местима у овој области су Фиерзе и Фуше-Арез.
Обухвата општине: Бљерим, Ђеђан, Ибале, Пука, Рап, Ћаф-Маљи, Ћељз, Серет, Фиерз и Фуш-Арз.
Гојан је једно од села ове области.